# Vallby radiostation

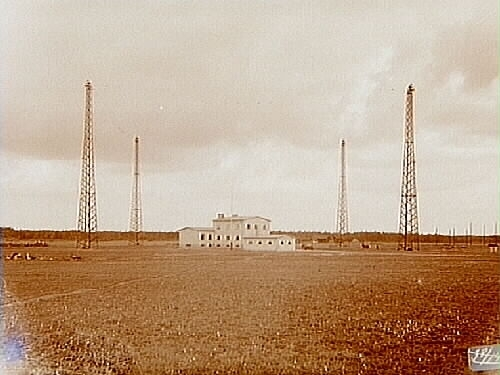
Vallby radiostation 1938.

Vallby radiostation är en anläggning för mottagning av radiosignaler som byggdes 1938 av Kungliga telegrafstyrelsen. Stationen, belägen utanför Enköping, används idag av flera olika verksamheter. Från början användes stationen för förmedling av telegram till och från utlandet via kortvågsradio. Mottagningsutrustningen fanns på Vallby radiostation och sändarutrustningen var placerad i Karlsborg i Västergötland och fjärrstyrdes från Stockholms Telegrafstation. Under andra världskriget hade stationens kommunikationsförmåga en viktig betydelse när många telekablar i Europa förstördes. Då hade stationen militärt skydd dygnet runt. I takt med att andra kommunikationsmedel kom minskade betydelsen av telegramverksamheten.
Parallellt med telegramverksamheten användes Vallby radiostation, redan från starten 1938, också för kontrollmätningar på i första hand svenska radiosändningar och pejling för lokalisering av olika radiosändare.  
Den kontrollverksamheten finns delvis kvar fortfarande år 2014, men radioutrustningen, numera endast Adcock-pejlen från Plath, är fjärrstyrd från Stockholm. Vallby radiostation var en av de första platserna där man upptäckte Sovjetunionens försök med olika rymdfarkoster, bland andra Sputnik och Vostok. 
År 2025 är hela Vallby radiostation i privat ägo. Stationsbyggnaden används nu helt som privatbostad. Antennparken, tre vertikalpolariserade och sex horisontalpolariserade log-periodiska antennsystem från TCI, har dock behållits och matar nu en nyetablerad kortvågsmottagarstation i en angränsande fastighet.

## Historia
Enköpings mottagarstation i Vallby strax utanför Enköping var ursprungligen en av Televerkets mottagarstationer för så kallad fast radio, det vill säga telegramtrafik mellan Sverige och utlandet via långvågs- och kortvågsradio. En första radiostation etablerades redan 1924, provisoriskt inrymd i en villa i Fanna-området inne i Enköping stad. 1938 togs en ny, större anläggning i bruk, i Vallby socken, en halvmil söder om Enköping. Därav namnet ”Vallby” radiostation. Det var dåvarande Kungliga Telegrafverket som ägde och använde anläggningen för två olika slags verksamheter. Dels var det övervakning och kontrollmätning av radiosändningar i "svenskt luftrum", som på den tiden begränsade sig till frekvenser under cirka 30 MHz (långvåg, mellanvåg och kortvåg). Dels var det kommersiell förmedling av textmeddelanden (telegram) till utlandet, via radio. Det var en viktig verksamhet då, innan det fanns teknik för att privatpersoner och företag själva skulle kunna ringa utomlands. 
Mottagningen av telegramtrafik från utlandet via kortvåg och långvåg flyttades från Karlsborg radio, där sändarstationen var belägen, och gamla mottagarstationen Kungsbacka radio till Vallby i samband med etableringen av anläggningen år 1938. Den bemannande expeditionen och mottagningsanläggningen fanns i Vallby medan sändningsanläggningen var placerad i Karlsborg och fjärrnycklades från Radiocentralen (RC) vid Stockholms Telegrafstation via teleledningar. Vallby radiostation har alltid varit en ren mottagningsstation medan sändningarna har skett från Karlsborg, Grimeton och i någon mån Hörby och Borlänge. Hela systemet kallades ”Enköping Radio”.   
Under andra världskriget skedde sporadisk överföring av rundradiosändningar till Radiotjänst, till exempel betydelsefulla tal av Churchill. Efter kriget ökade telegramtrafiken kraftigt, och på 1950- och 1960-talen moderniserades utrustningen med nya antenner, mottagare och demodulatorer. Under början av 1970-talet diskuterades en sammanslagning av stationen med kustradiostationen Stockholm Radio. Dessutom hade Televerket starka invändningar mot planerna med att omlokalisera signalregementet Upplands regemente (S 1) från Uppsala till Enköping i den så kallade Mälarkarusellen, på grund av befarade störningar av Enköpings mottagarstation som då även var kontrollstation för övervakning av in- och utländska sändare.
Ett nytt logaritmiskt-periodiskt riktantennsystem med tillhörande signalfördelare installerades under perioden 1973–1975. Detta antennsystem är fortfarande i drift. Då Stockholm Radio flyttade till Årstadal 1980 övertog man samtidigt både fast radiotrafik och flygradiotrafik från Enköping- och Karlsborg radio som därefter fjärrmanövrerades från Stockholm Radio.
Med tiden har det också funnits andra radiorelaterade verksamheter på Vallby radiostation. År 1967 öppnades kortvågstrafik via Enköping Radio med SAS-flygplan och senare även med Transair.
 Den verksamheten finns kvar än idag, men personalen har flyttat till Nacka Strand och fjärrstyr mottagarutrustningen som står kvar i Vallby. Sändarstationen i Karlsborg avvecklades i september 2014 och sändarna flyttades till Grimeton.
Statliga myndigheten Post- och telestyrelsen har haft personal på Vallby radiostation för kontrollmätning och störningsutredning, med inriktning på kortvågsradio. Också den personalen har flyttat till Stockholm och fjärrstyr nu kvarvarande radioutrustning i Vallby.